# Staffatjärnen
Staffatjärnen är en sjö i Karlskoga kommun i Värmland och ingår i Göta älvs huvudavrinningsområde. Sjön är 7 meter djup, har en yta på 0,003 kvadratkilometer och befinner sig 213 meter över havet.